# Akunin (film)
Akunin (悪人 Akunin, tit. internaz. Villain, letteralm. Malvagio) è un film del 2010 diretto da Lee Sang-il.
La storia si basa sull'omonimo romanzo noir dello scrittore Shūichi Yoshida pubblicato per la prima volta nel 2007. Il film, che vede come attore protagonista maschile Satoshi Tsumabuki affiancato da Masaki Okada, ha vinto cinque premi all'annuale Awards of the Japanese Academy.

## Trama
Abbandonato dalla madre quand'era ancora in tenera età, Yuichi è oggi un giovane coi capelli tinti di biondo che vive coi nonni prendendosene affettuosamente cura; abitano in un villaggio di pescatori nei pressi di Nagasaki. Lavora come operaio bracciante e conduce una vita solitaria, senza amici né ragazze: suo unico ed autentico interesse è la sua automobile.
In cerca di compagnia in siti d'incontri online, Yuichi conosce Yoshino, una giovane impiegata in un'agenzia assicurativa di Fukuoka. La donna impara presto ad approfittarsene, cominciando a chieder soldi per i loro incontri, considerati da parte sua semplicemente come uno sfogo sessuale e nulla più.
Yoshino, essendo figlia di un barbiere, sente profondamente la mancanza di status sociale della propria famiglia d'origine, ma la sua ambizione viene presto colmata dagli incontri con un ricco e viziato studente universitario di nome Keigo; incontratolo per la prima volta all'interno d'un locale, inizia immediatamente ad assillarlo inviandogli e-mail a getto continuo per terminare in atti di vero e proprio stalking.
Una sera, dopo che Yoshino ha appena incontrato Yuichi in uno dei loro regolari appuntamenti, casualmente s'imbatte proprio in Keigo; scaricato senza tante cerimonie Yuichi, che aveva guidato per ore con l'unico scopo di star un poco assieme a lei, o lascia da solo in mezzo alla strada.
A sua volta però neanche Keigo sembra dimostrare un grande rispetto nei confronti di Yoshino, ché la sente troppo inferiore a sé. Il giovane inizialmente accetta di portarla a fare un giro ma ad un certo punto, profondamente disgustato, finisce con l'insultarla e buttarla fuori dall'auto lungo un'isolata stradina di montagna in piena notte.
Yuichi intanto, dopo l'umiliazione subita, ha segretamente seguito la coppia a bordo della propria automobile; egli cerca di venire in aiuto di Yoshino quando la vede abbandonata ma questa, lungi dall'esserle grata, prende ad insultarlo con disprezzo. Volano parole sempre più grosse ed il litigio degenera: Yuichi, in un impeyo di rabbia la strangola per poi subito darsi alla fuga.
Poiché Yoshino si era pubblicamente vantata in anticipo con i propri amici che doveva incontrare il ricco playboy, Keigo diviene immediatamente il primo sospettato per l'omicidio. In uno stato d'angoscia silenziosa Yuichi tenta di andar avanti con la sua esistenza quotidiana, come se nulla fosse accaduto.
Il giorno seguente tuttavia Yuichi riceve un'e-mail; il messaggio le è stato inviato da Mitsuyo. I due s'erano in precedenza scambiati varie mail, tramite lo stesso sito d'incontri online grazie al quale Yuichi aveva conosciuto Yoshino. Anche Mitsuyo vive un'esistenza tutta dedita alla mondanità, anche se in fin dei conti estremamente solitaria: lavora in un negozio d'abbigliamento maschile e condivide la casa con la sorella minore.
In cerca di compagnia, Mitsuyo s'è decisa a ricontattare Yuichi diversi mesi dopo la loro corrispondenza iniziale. Il loro primo incontro è tutt'altro che romantico, con Yuichi ancora turbato del crimine commesso, risolvendosi solo in un appuntamento sessuale; pare improbabile ad entrambi che possano incontrarsi nuovamente, ma qualche giorno dopo Yuichi si presenta al posto di lavoro di lei scusandosi per comportamento tenuto.
Ha inizio un'appassionata storia d'amore, i due vanno in vacanza assieme in una località turistica balneare ma qui, condannato ad una situazione che reputa impossibile poter continuare, Yuichi si confessa a Mitsuyo. Contemporaneamente Keigo viene scagionato in via definitiva ed ufficialmente cominciano ad emergere prove di un coinvolgimento di Yuichi nell'omicidio.
Appare il suo volto su tutti i giornali e la notizia si diffonde sempre più, la famiglia di Yuichi viene perseguitata dai media. Mitsuo però riesce a convincere l'amante a fuggire con lei e a non costituirsi: scappando, lasciano un pesante fardello sulle loro rispettive famiglie.